# Öster-Lillsjön (Hällesjö socken, Jämtland)
Öster-Lillsjön är en sjö i Bräcke kommun i Jämtland och ingår i Ljungans huvudavrinningsområde. Sjön har en area på 0,245 kvadratkilometer och ligger 273 meter över havet. Vid provfiske har bland annat abborre, elritsa, lake och röding fångats i sjön.

## Delavrinningsområde
Öster-Lillsjön ingår i det delavrinningsområde (696799-150438) som SMHI kallar för Inloppet i Hucksjön. Medelhöjden är 313 meter över havet och ytan är 10,52 kvadratkilometer. Räknas de 250 avrinningsområdena uppströms in blir den ackumulerade arean 2 554,23 kvadratkilometer. Gimån som avvattnar avrinningsområdet har biflödesordning 2, vilket innebär att vattnet flödar genom totalt 2 vattendrag innan det når havet efter 140 kilometer. Avrinningsområdet består mestadels av skog (82 procent). Avrinningsområdet har 0,77 kvadratkilometer vattenytor vilket ger det en sjöprocent på 7,3 procent.

## Fisk
Vid provfiske har följande fisk fångats i sjön:
- Abborre
- Elritsa
- Lake
- Röding
- Öring